# Mauritania en los Juegos Olímpicos de Barcelona 1992
Mauritania estuvo representada en los Juegos Olímpicos de Barcelona 1992 por seis deportistas masculinos que compitieron en atletismo.
El equipo olímpico mauritano no obtuvo ninguna medalla en estos Juegos.